# Communauté de communes Canaux et Forêts en Gâtinais
Die Communauté de communes Canaux et Forêts en Gâtinais ist ein französischer Gemeindeverband mit der Rechtsform einer Communauté de communes im Département Loiret in der Region Centre-Val de Loire. Der Gemeindeverband wurde am 19. September 2016 gegründet und umfasst 38 Gemeinden. Der Verwaltungssitz befindet sich im Ort Lorris.

## Historische Entwicklung
Der Gemeindeverband entstand mit Wirkung vom 1. Januar 2017 durch die Fusion der Vorgängerorganisationen
- Communauté de communes du Canton de Lorris,
- Communauté de communes de Châtillon-Coligny und
- Communauté de communes du Bellegardois.

## Mitgliedsgemeinden
| Gemeinde                                            | Einwohner 1. Januar 2022 | Fläche km² | Dichte Einw./km² | Code INSEE | Postleitzahl |
| --------------------------------------------------- | ------------------------ | ---------- | ---------------- | ---------- | ------------ |
| Aillant-sur-Milleron                                | 374                      | 26,93      | 14               | 45002      | 45230        |
| Auvilliers-en-Gâtinais                              | 335                      | 20,61      | 16               | 45017      | 45270        |
| Beauchamps-sur-Huillard                             | 402                      | 18,09      | 22               | 45027      | 45270        |
| Bellegarde                                          | 1.416                    | 4,93       | 287              | 45031      | 45270        |
| Chailly-en-Gâtinais                                 | 688                      | 18,37      | 37               | 45066      | 45260        |
| Chapelon                                            | 250                      | 6,52       | 38               | 45078      | 45270        |
| Châtenoy                                            | 424                      | 25,84      | 16               | 45084      | 45260        |
| Châtillon-Coligny                                   | 1.858                    | 25,53      | 73               | 45085      | 45230        |
| Cortrat                                             | 82                       | 11,03      | 7                | 45105      | 45700        |
| Coudroy                                             | 299                      | 14,73      | 20               | 45107      | 45260        |
| Dammarie-sur-Loing                                  | 460                      | 20,94      | 22               | 45121      | 45230        |
| Fréville-du-Gâtinais                                | 178                      | 9,77       | 18               | 45150      | 45270        |
| La Chapelle-sur-Aveyron                             | 623                      | 19,03      | 33               | 45077      | 45230        |
| La Cour-Marigny                                     | 367                      | 13,43      | 27               | 45112      | 45260        |
| Ladon                                               | 1.394                    | 13,75      | 101              | 45178      | 45270        |
| Le Charme                                           | 149                      | 13,82      | 11               | 45079      | 45230        |
| Lorris                                              | 3.002                    | 44,91      | 67               | 45187      | 45260        |
| Mézières-en-Gâtinais                                | 259                      | 9,86       | 26               | 45205      | 45270        |
| Montbouy                                            | 727                      | 26,73      | 27               | 45210      | 45230        |
| Montcresson                                         | 1.257                    | 21,00      | 60               | 45212      | 45700        |
| Montereau                                           | 644                      | 50,12      | 13               | 45213      | 45260        |
| Moulon                                              | 183                      | 9,40       | 19               | 45219      | 45270        |
| Nesploy                                             | 368                      | 12,87      | 29               | 45223      | 45270        |
| Nogent-sur-Vernisson                                | 2.571                    | 33,27      | 77               | 45229      | 45290        |
| Noyers                                              | 743                      | 18,06      | 41               | 45230      | 45260        |
| Oussoy-en-Gâtinais                                  | 423                      | 23,23      | 18               | 45239      | 45290        |
| Ouzouer-des-Champs                                  | 279                      | 11,32      | 25               | 45242      | 45290        |
| Ouzouer-sous-Bellegarde                             | 314                      | 11,57      | 27               | 45243      | 45270        |
| Presnoy                                             | 256                      | 7,72       | 33               | 45256      | 45260        |
| Pressigny-les-Pins                                  | 530                      | 11,91      | 45               | 45257      | 45290        |
| Quiers-sur-Bézonde                                  | 1.165                    | 16,61      | 70               | 45259      | 45270        |
| Saint-Hilaire-sur-Puiseaux                          | 154                      | 11,34      | 14               | 45283      | 45700        |
| Saint-Maurice-sur-Aveyron                           | 842                      | 53,76      | 16               | 45292      | 45230        |
| Sainte-Geneviève-des-Bois                           | 1.062                    | 40,74      | 26               | 45278      | 45230        |
| Thimory                                             | 691                      | 12,37      | 56               | 45321      | 45260        |
| Varennes-Changy                                     | 1.483                    | 29,77      | 50               | 45332      | 45290        |
| Vieilles-Maisons-sur-Joudry                         | 621                      | 16,46      | 38               | 45334      | 45260        |
| Villemoutiers                                       | 475                      | 16,18      | 29               | 45339      | 45270        |
| Communauté de communes Canaux et Forêts en Gâtinais | 27.348                   | 752,52     | 36               | –          | –            |